# 新会话
新会话，是粵語四邑片的一种方言，傳統上亦是四邑片的代表方言之一，以會城口音為標準音。主要分布於中國大陸廣東省江門市新會區，以及海外的新會人聚居社區。

## 次方言
新會话之下可分會北小片、會中小片、會南小片。